# Shun'ichirō Okano
Shun'ichirō Okano (岡野 俊一郎?, Okano Shun'ichirō; Tokyo, 28 agosto 1931 – Tokyo, 2 febbraio 2017) è stato un allenatore di calcio e calciatore giapponese, di ruolo attaccante.